# Omia cymbalariae
Omia cymbalariae är en fjärilsart som beskrevs av Jacob Hübner 1809. Omia cymbalariae ingår i släktet Omia och familjen nattflyn. Inga underarter finns listade i Catalogue of Life.